# Sześć łabędzi
Sześć łabędzi (Die sechs Schwäne) – baśń opublikowana przez  braci Grimm w 1812 roku w ich zbiorze Baśni (tom 1, nr 49) 

## Treść[1]
Pewien król, podczas polowania, zgubił się w lesie. Błąkając się wśród drzew spotkał starą kobietę - czarownicę. Kobieta ta zaproponowała mu, że wskaże mu drogę powrotną, pod warunkiem, że ożeni się z jej córką i uczyni ją królową. Król zgodził się na to. Czarownica zaprowadziła go do swojej chatki i przedstawiła mu swoją córkę. Córka czarownicy była piękna, ale król patrzył na nią z lękiem. Niemniej jednak postanowił dotrzymać obietnicy i wraz z nową narzeczoną wyjechał z lasu.  
Król był wcześniej wdowcem. Z poprzedniego małżeństwa miał sześciu synów i jedną córkę. Obawiając się, że nowa macocha może ich źle traktować, zabrał ich do opuszczonego zamku ukrytego w lesie, by tam mieszkały. Król często odwiedzał swoje dzieci, co nie uszło uwadze jego żony. Dowiedziawszy się od przekupnej służby o dzieciach króla - uszyła małe jedwabne koszulki i rzuciła na nie zaklęcie. Udała się z nimi do zamku ukrytego w lesie i widząc synów króla rzuciła na nich te koszulki. Kiedy materiał dotknął ciał chłopców, zamienili się w łabędzie i odlecieli. Macocha wróciła pośpiesznie do swojego pałacu. Nie wiedziała o istnieniu córki.
Król, który jakiś czas później przybył na miejsce, by odwiedzić dzieci, był zdumiony, że chłopców nie ma. Córka poinformowała go, że zamienili się w łabędzie i odlecieli. Król nie podejrzewał, że sprawcą jest jego żona, jednak w obawie o bezpieczeństwo córki, chciał ją stamtąd zabrać. Córka jednak nie zgodziła się odejść.
Gdy nastała noc opuściła zamek i udała się na poszukiwanie braci. Następnego dnia natknęła się na chatkę w lesie. Nie mając gdzie przenocować, położyła się w niej i zasnęła. Kiedy się obudziła, dostrzegła sześć łabędzi, które wylądowały w jednej z izb i zamieniły się w ludzi. Rozpoznała swoich braci i rzuciła się by ich powitać. Bracia ucieszyli się, widząc siostrę, ale kazali jej uciekać, gdyż to jaskinia zbójców, którzy mogą ją zabić, a oni nie mogą jej chronić, gdyż są ludźmi tylko kwadrans każdego dnia, a potem stają się łabędziami.
Siostra zapytała wówczas braci, czy można ich odczarować. Odparli, że może tego dokonać osoba, która w ciągu sześciu lat uszyje dla nich koszule z zielska. Jednak w tym okresie nie wolno jej nic mówić, ani się uśmiechać inaczej cała praca na nic. Wkrótce potem bracia znów stali się łabędziami i odlecieli. Siostra postanowiła pomóc braciom stać się ludźmi. 
Zaszyła się w środku lasu i zaczęła szyć koszule z zielska. Przypadkiem spotkała młodego króla, który polował w okolicy wraz z grupą myśliwych. Król wypytywał ją kim jest, ale ona nie mogła udzielić odpowiedzi. Uznał, że jest niemową, jednak spodobała mu się jej uroda. Kazał zabrać ją do pałacu. Wkrótce potem ją poślubił. 
Jednak matka króla nie lubiła nowej synowej i ciągle obmawiała ją przy królu oskarżając o wszystko co złe. Kiedy urodziło się dziecko, ukryła je i oświadczyła synowi, że widziała jak jego żona je pożarła. Król nie uwierzył, ale kiedy sytuacja powtórzyła się jeszcze dwa razy, a żona nie mogąc mówić nie mogła się bronić, zdecydował się postawić ją przed sądem. Sąd uznał ją winną i kazał spalić na stosie.
Dzień egzekucji był też ostatnim dniem, gdy młoda królowa nie mogła nic mówić. Królewna zabrała ze sobą sześć koszul. Kiedy zbliżała się do przygotowanego stosu, usłyszała łopot skrzydeł sześciu łabędzi, które wylądowały przy stosie. Królewna rzuciła w nie koszulami. Wtedy łabędzie stali się ludźmi - jej braćmi. Jeden z nich zamiast ręki miał ptasie skrzydło, gdyż królewna nie zdążyła skończyć rękawa. Wówczas królewna, która mogła już mówić, wyjaśniła mężowi powód swojego milczenia i ujawniła postępki królowej - jego matki. 
Król kazał odszukać swoje dzieci, które znaleziono w kryjówce jego matki. Z rozkazu syna została ona stracona na stosie. Reszta rodziny żyła długo i szczęśliwie.

## Adaptacje filmowe
- Nowe Baśnie Braci Grimm (Sześć łabędzi - odcinek 10, seria 2) – japoński serial animowany (1987-1988)
- Baśnie Braci Grimm: Simsala Grimm (Sześć łabędzi - odcinek 23, seria 2) – niemiecki serial animowany z 1999 roku
- Baśń o sześciu łabędziach – niemiecki film familijny z 2012 roku